# Valleve
Valleve là một đô thị ở tỉnh Bergamo trong vùng Lombardia, có vị trí cách khoảng 80 km về phía đông bắc của Milano và khoảng 40 km về phía bắc của Bergamo. Tại thời điểm ngày 31 tháng 12 năm 2004, đô thị này có dân số 145 người và diện tích là 14,9 km².
Đô thị Valleve có các frazione (đơn vị cấp dưới) San Simone.
Valleve giáp các đô thị: Branzi, Carona, Foppolo, Mezzoldo, Piazzatorre, Tartano.